# Nintendo Wi-Fi Connection
Die Nintendo Wi-Fi Connection (kurz: Nintendo WFC) war ein Online-Dienst des japanischen Videospiel- und Konsolenherstellers Nintendo. Damit war es möglich, in ausgewählten DS- und Wii-Titeln über das Internet gegen andere Spieler anzutreten.
Am 27. Februar 2014 gab Nintendo bekannt, dass der Service zum 20. Mai 2014 eingestellt wird. Ab diesem Zeitpunkt fielen die Onlinefunktionen vieler Wii- und DS-Spiele weg. Die Shop-Funktionen und vorhandene Video-on-Demand-Services waren nicht betroffen.
Nachfolger des Online-Services sind das Nintendo Network für Nintendo 3DS und Wii U sowie Nintendo Switch Online für die Nintendo Switch.

## Allgemeines
Mit dem Erscheinen von Mario Kart DS bot Nintendo am 25. November 2005 Spielern erstmals in professionellem Rahmen die Möglichkeit, online zu spielen. Seitdem wurde der Spielekatalog stetig erweitert.
Auf beiden Konsolen beschränkten sich die Möglichkeiten der Wi-Fi Connection auf das Onlinespielen, die anderen Internet-Fähigkeiten wurden getrennt vermarktet. Auf der Wii wurde hierfür unter anderem der Name WiiConnect 24 verwendet.
Nintendo selbst bot den Dienst während der gesamten Laufzeit kostenlos an. Besonderes Augenmerk legte der Hersteller auch darauf, dass DS-Spieler von überall auf den Service zugreifen konnten, nicht nur von zuhause aus. In Deutschland wurde hierzu das Hot-Spot-Netz der Deutschen Telekom genutzt.
Die Nintendo Wi-Fi Connection wurde am 20. Mai 2014 eingestellt.

### Zugang

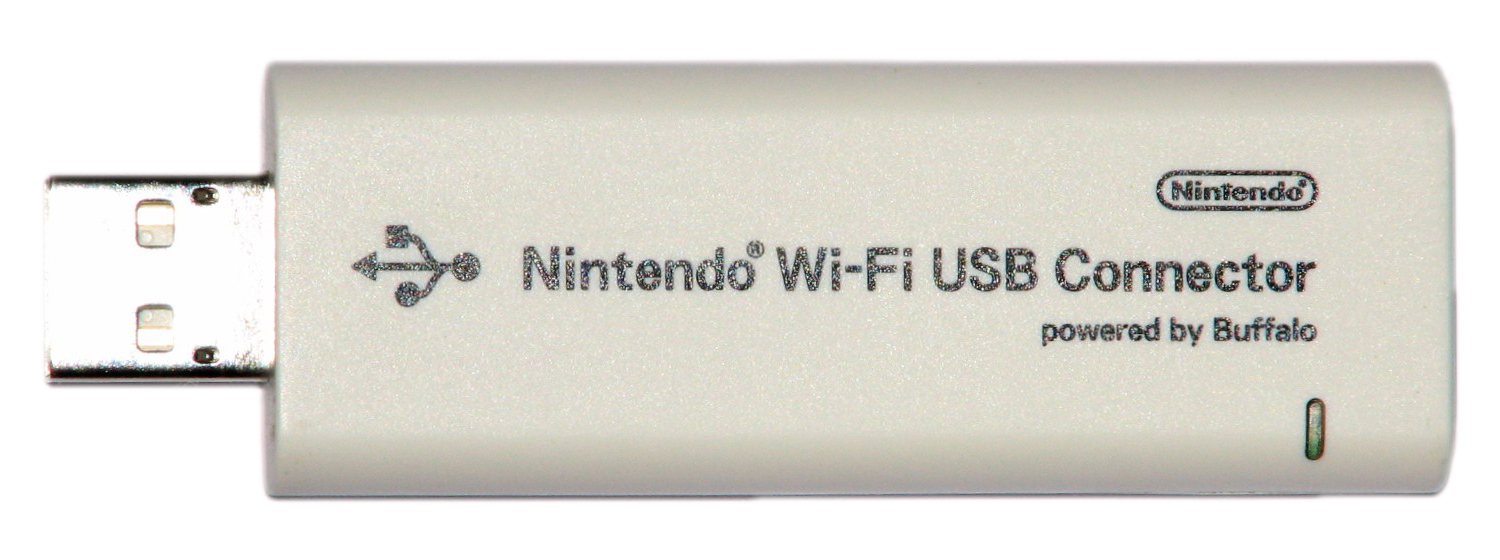
Der "Nintendo Wi-Fi USB Connector"

Da beide Konsolen über WLAN-Fähigkeiten verfügen, geschah der hauptsächliche Zugang zu Nintendos Onlinedienst drahtlos. Für die Wii wurde außerdem ein Adapter für kabelgebundenes LAN angeboten, welcher via USB am Gerät Anschluss findet.
Für die drahtlose Verbindung gab es drei Möglichkeiten:
- Über ein bereits vorhandenes WLAN: Der Nintendo DS unterstützt hier nur die als unsicher geltende WEP-Verschlüsselung. Der DSi unterstützt zwar grundsätzlich auch WPA und WPA2, jedoch lassen sich diese Verschlüsselungs-Standards nur mit neueren Spielen nutzen.[3] Auf der Wii ließ sich WPA mit allen Spielen nutzen.
- Über den Nintendo Wi-Fi USB Connector. Dieser wird per USB an einen mit dem Internet verbundenen Windows-PC angeschlossen. Er wird jedoch nicht mehr vertrieben.[4]
- Via öffentlichem Hotspot: Dazu hatte Nintendo in zahlreichen Ländern Verträge mit Hotspot-Anbietern geschlossen. In Deutschland bot die Deutsche Telekom mit ihren T-Home- und T-Mobile-Hotspots kostenlosen Zugang an.

Nintendo Wii und DS konnten je drei Verbindungsprofile speichern, etwa eines für den Heimgebrauch und zwei für verschiedene öffentliche Hot-Spots. Der DSi unterstützte insgesamt sechs Profile. Die Konfiguration des Nintendo Wi-Fi USB Connector wurde unabhängig von diesen Profilen gespeichert.

### Community-Funktionen
Da der Nutzer über die Hardware-Adresse seiner Konsole repräsentiert wurde, konnten die frei wählbaren Nicknames durchaus mehrfach vergeben sein. Die anfangs angedachte Funktion, für jeden Nutzer ein Profil bereitzustellen, welches dann über die Webseite von Nintendo eingesehen werden kann, wurde niemals realisiert.
Außerdem konnte jeder Spieler eine Liste mit Kontakten (auch: Kumpane) unterhalten. Diese „Freundesliste“ enthielt eine begrenzte Anzahl von Kontakten, die über eine Art Vertrauenssystem erweitert werden konnte: Jedes Spiel gab dem Besitzer einen zwölfstelligen „Freundescode“, den beide Parteien austauschen mussten. Bei DS und Wii gab es pro Spiel einen Freundescode, bei der Wii zusätzlich einen 16-stelligen Code für die Nachrichten-Funktion der Konsole.
Die Implementierung von weiteren Community-Funktionen lag beim Entwickler des Spieles. Einige Entwickler stellten so auf den entsprechenden Webseiten zahlreiche Möglichkeiten wie z. B. Highscore-Listen zur Verfügung.
Außerdem gab es in der Wi-Fi Connection auch eine Clanszene, deren Mitglieder sich in zahlreichen (inoffiziellen) Ligen und anderen Spielen miteinander messen.

## Nachfolger
Das Nintendo Network ist der Nachfolger der Nintendo Wi-Fi Connection und stellt als solcher das Online-System für den Nintendo 3DS und die Wii U dar, welches unter anderem erweiterte Community-Funktionen ermöglicht. Eines der ersten Spiele, das vom Nintendo Network Gebrauch macht, ist Mario Kart 7.